# Eptatretus taiwanae
Eptatretus taiwanae  is een soort uit de familie der slijmprikken (Myxinidae).
1. ↑  (en) Eptatretus taiwanae op de IUCN Red List of Threatened Species.